# Marceli Tarnowski
Marceli Tarnowski, pseud. Andrzej Magórski, Andrzej Magurski, Marceli Tarnawski (ur. 1899 w Koninie, zm. ok. 1944) – polski literat; tłumacz literatury niemieckiej, rosyjskiej, francuskiej i angielskiej; dziennikarz i księgarz.
Znany przede wszystkim z przekładu Baśni braci Grimm, Baśni Hansa Christiana Andersena, Przygód Tomka Sawyera i Przygód Hucka, Kochanka lady Chatterley (gdzie zastosował nowatorską, jak na swoje czasy, metodę tłumaczenia, polegającą na oddaniu wypowiedzi leśniczego za pośrednictwem gwary górnośląskiej) oraz z pierwszych przekładów Ani z Zielonego Wzgórza (tom trzeci wydany pod tytułem Ania z Wyspy). Był także autorem scenariusza filmu Przybłęda (1933), wyreżyserowanego przez Jana Nowinę-Przybylskiego.